# Turrialba
Turrialba är en ort i Costa Rica.   Den ligger i provinsen Cartago, i den centrala delen av landet, 40 km öster om huvudstaden San José. Turrialba ligger 648 meter över havet och antalet invånare är 28 955.
Terrängen runt Turrialba är huvudsakligen kuperad, men åt nordväst är den bergig. Runt Turrialba är det ganska glesbefolkat, med 48 invånare per kvadratkilometer. Turrialba är det största samhället i trakten. I omgivningarna runt Turrialba växer i huvudsak städsegrön lövskog.